# Mânes
Pour les articles homonymes, voir Manes.
Pour les articles ayant des titres homophones, voir Mane, Manne, Mann, Man et Mahn.
Les Mânes, apparentés aux génies, aux lares, aux pénates, aux lémures, et parfois confondus avec eux, sont, dans la religion romaine, des divinités chtoniennes, associées aux défunts, parfois considérées comme représentant les âmes d'êtres décédés. En tant que divinités appartenant au culte domestique, local et personnel, ils appartiennent largement à la catégorie des di inferi (en), « ceux qui habitent en bas », le collectif indifférencié des morts divins.
En latin, le mot signifie « bon », soit par antiphrase, soit sans restriction. Le culte des mânes est un culte des ancêtres. Il ne semble pas correspondre avec un défunt en particulier mais est une profession de foi en l'immortalité, un rite rendu aux esprits des ancêtres défunts cohabitant avec leurs descendants, un hommage à la perpétuité de la race.
Les inscriptions funéraires romaines comportent fréquemment une dédicace : DIS MANIBVS, ou, en abrégé D. M. qui fait référence aux mânes. 

## Nom et épithètes
En latin, manus (« bon ») s'oppose à immanis (« mauvais »). 
Comme le gaulois mat (bon), il est issu du radical indo-européen commun *ma- (« bon, à temps ») dont dérivent aussi des mots comme mane (« matin, la bonne heure »), Mātūta (« Aurore, déesse du matin »), mātūrus (« mûr, mature, qui est dans l'âge convenable »). 
On appelait Mana genita la déesse dont le culte est en rapport avec les funérailles, mais dont le nom signifie littéralement « la bonne mère ». Les dii manes, « dieux mânes » signifiait peut-être « bons dieux » et manes, par euphémisme, les « âmes des morts ». 
La déesse des mânes se nommait Mania. Ils sont aussi appelés dii parentes (« dieux parents ») et parentare signifie « rendre hommage aux défunts », voire « venger leur mémoire » s'il y a lieu. Chez Apulée, on a sanctis manibus eius istis oculis parentabo, « je vengerai les mânes sacrés [de mon mari, en crevant] les yeux [de son assassin] ». 
Un autre synonyme est inferi (« [esprits] infernaux, de l'au-delà ») chez Tacite.
Plutarque traduit le mot latin par χρηστός (« bon, bienfaisant »). Lors de la naissance d'un enfant, on sacrifie un chien à Mana geneta, dit cet auteur, pour que personne ne meure dans l'année,.

## Rites
La plus ancienne mention des mânes dont nous disposions, date de la Loi des Douze Tables, telle que rapportée par Cicéron : « que les droits des dieux mânes soient saints ; que ceux que la mort possède soient tenus pour divins ; que l'on s'abstienne pour eux de tout luxe dispendieux. »

« Le luxe des tombes, comme tous les autres luxes, demande à être modéré. Le tombeau de C. Figulus vous fait voir jusqu'où ce genre de faste est porté. Il me semble d'ailleurs qu'on n'avait pas autrefois cette passion ; autrement nos ancêtres en auraient laissé de nombreux monuments. Aussi les interprètes de notre loi, au chapitre où il est ordonné d'écarter du culte des dieux mânes la dépense d'un deuil fastueux, entendent qu'une des premières choses que la loi veut restreindre, est la magnificence des sépulcres. Ce soin n'a pas été négligé des plus sages législateurs. C'est, disent-ils, une coutume à Athènes, et une loi qui remonte à Cécrops, que de couvrir les morts de terre. Les plus proches parents jetaient la terre eux-mêmes, et lorsque la fosse était comblée, on semait des graines sur cette terre, dont le sein, comme le giron d'une mère, s'ouvrait pour le mort, et dont le sol purifié par cette semence était rendu aux vivants. Venaient ensuite des festins, où présidaient les parents couronnés de fleurs. Là se faisait l'éloge du défunt, quand il y avait quelque chose de vrai à dire ; car le mensonge était tenu pour sacrilège. Ainsi s'accomplissaient les funérailles. »

Leur fête (les Parentalia) se célébrait au mois de février. Du 13 au 26, les affaires chômaient et les temples étaient fermés ; on décorait les tombes avec des violettes, des roses, des lys, du myrte, et l'on y déposait des nourritures variées. Seul le dernier jour, que les calendriers appellent Feralia était fête publique, les huit premiers paraissant réservés à des rites privés.
Les mânes (manes : bienfaisants) sont les âmes de ceux qui ont eu une sépulture convenable. Les larves (larvae : malfaisants) sont celles de ceux qui n'ont pas eu une sépulture décente. Les lémures, quant à eux, sont les spectres des criminels, qui hantent les maisons.
Lorsque l'on fondait une ville, on creusait d'abord un trou rond (le mundus, image du ciel renversé). Dans le fond, on encastrait une pierre, lapis manalis, qui figurait une porte de l'Enfer. Pour laisser passage aux mânes, on écartait cette pierre aux mois d'août, octobre et novembre. Le culte était destiné à apaiser leur colère : à l'origine on leur offrait des sacrifices ; il est probable que les premiers combats de gladiateurs furent institués en leur honneur.

## Les mânes selon Virgile
Les Anciens croyaient que les morts devenaient dieux dès que la flamme les avait dévorés ; on les appelait dii animales (dieux des âmes) ou Mânes : de là la consécration des sépultures : Diis Manibus Sacrum. Virgile, qui est, de tous les écrivains latins, celui qui emploie le plus le mot manes s'en sert pour désigner : 
1. un mort déterminé, en particulier qui a péri de mort violente ;
2. le séjour profond des morts[11] ;
3. la destinée des morts aux Enfers[12] ;
4. les divinités infernales (opposées aux divinités d'en haut) ;
5. le groupe des ancêtres d'une famille ;
6. les âmes des morts en général[13].